# Ханьдань (аэропорт)
Аэропорт Хандань (кит. трад. 邯郸机场), (ИАТА: HDG, ИКАО: ZBHD) — гражданский аэропорт, обслуживающий коммерческие авиаперевозки города Ханьдань (провинция Хэбэй, Китайская Народная Республика).
Расположен в 11 километрах к юго-западу от Ханьданя и в 43 километрах к северу от города Аньян (провинция Хэнань).
Аэропорт был открыт в августе 2007 года. В настоящее время идёт модернизация аэропортового комплекса, общий бюджет проекта составляет 120 миллионов юаней.

## Инфраструктура
Аэропорт Ханьдань эксплуатирует одну взлётно-посадочную полосу размерами 2200х45 метров и пассажирский терминал площадью 15 000 квадратных метров.
В июне 2011 года начали работы по расширению инфраструктуры аэропорта, включающие в числе прочего удлинение взлётно-посадочной полосы до 2600 метров.

## Авиакомпании и пункты назначения
В аэропорту Ханьдань обслуживаются следующие авиакомпании: